# Sárga pillangóvirág

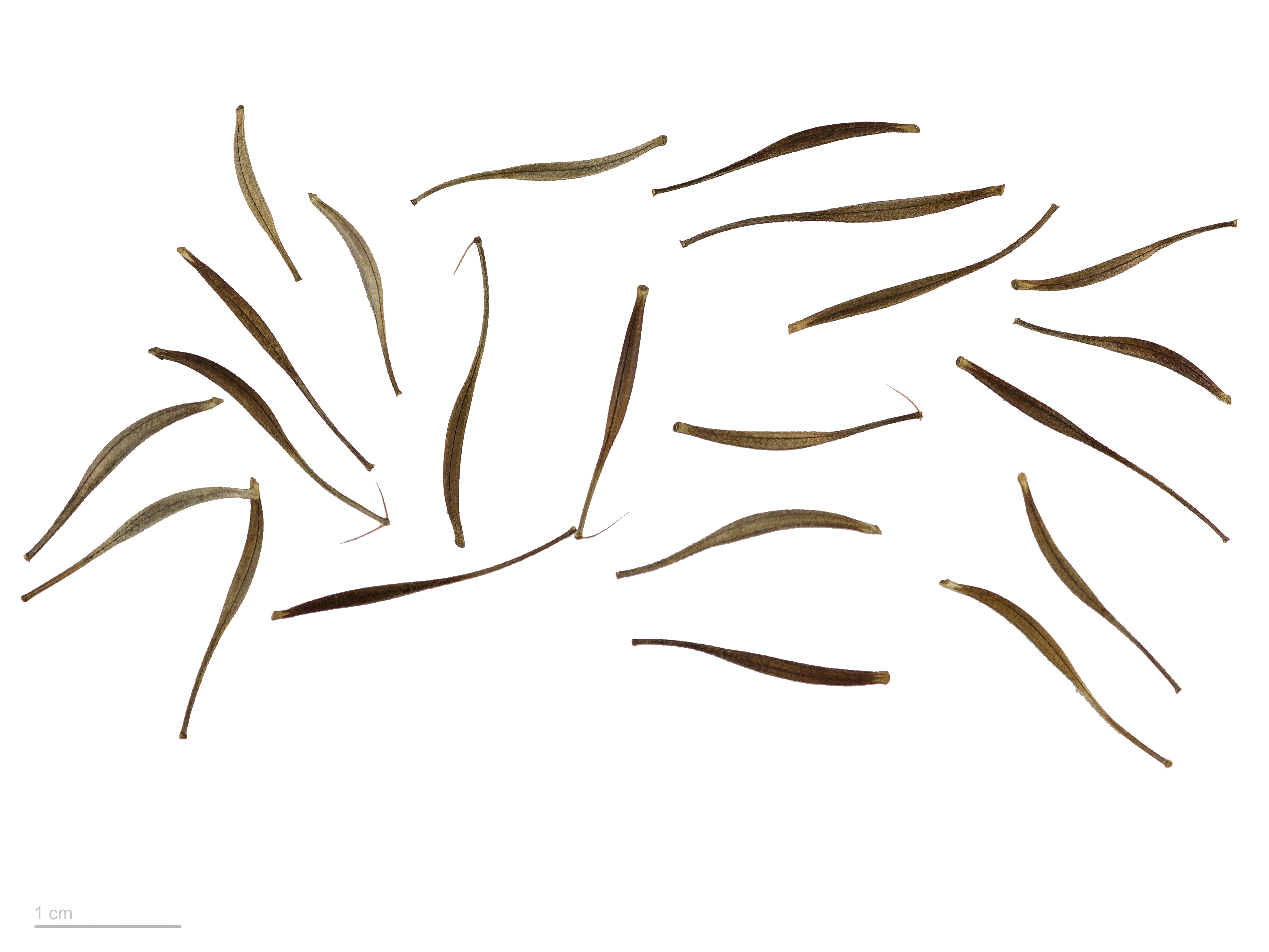
Cosmos sulphureus

A sárga pillangóvirág vagy kénsárga pillangóvirág (Cosmos sulphureus) az őszirózsafélék családjába tartozó növényfaj, a pillangóvirág (Cosmos) nemzetség Magyarországon is elterjedt tagja. Dél- és Közép-Amerikából származó egynyári dísznövény.

## Jellemzői
Meleg és fényigényes, gyors fejlődésű, közepes vízigényű, tápanyaggal közepesen ellátott talajt kíván. Tavasszal vethető palántának áprilistól üvegházba, vagy állandó helyre fagyérzékenysége miatt májusban szabad földbe. A csírázáshoz folyamatos vízellátás szükséges. A 3–4 cm-es növényeket ritkítani kell. Tömörebb, zártabb növekedésű, mint az ismertebb kerti pillangóvirág.
Általában 80–100 cm közötti magasságú egynyári növény. A magyar fajták alacsonyak, 50–60 cm-esek. A kertinél szélesebb, szálasan szárnyalt levelű. Virágai a nyár közepétől egészen a fagyokig nyílnak 2-2,5 cm átmérőjű arany-, citrom-, narancssárgák, vagy tégla-pirosak, fészkes virágzatában a rövid hajtások végén nőnek. Levágva néhány órán belül lehullanak sugárvirágai.
Kártevője, kórokozója szinte nincs. A frissen kihajtott növényeket a csigák, időjárástól, nedvességtől függően a levéltetvek károsíthatják.
Felhasználása: növénytársulásokban, és virágágyakban, illetve sövények, kerítések mellett is díszítőként jól használható.
Fajták: „Beatrix”, „Vénusz”.

## Elterjedése
Mexikóban őshonos. Mivel dísznövényként sokfelé termesztik és nagyon alkalmas az el-, illetve visszavadulásra, világszerte elterjedt, inváziós faj.

## Felhasználása
Festőnövényként használható, virágainak főzete pácszínezékként alkalmazva a cellulóz alapú szálakat (pamut, len) világos citromsárgára, a fehérje alapúakat (gyapjú, selyem) élénk narancssárgára színezi.